# 見当たり捜査
見当たり捜査（みあたりそうさ）とは、警察の捜査手法の一つ。警察官が被疑者の顔写真や外見的特徴を記憶し、繁華街や駅などの雑踏の中から、または被疑者が行きそうな場所へ先回りして被疑者を見つけ出すこと。

## 概要
警察官（人混みに紛れる必要上、私服の捜査員。目立ち過ぎる背広姿でもない、完全な休暇中風）が駅や空港、繁華街などでパトロール、辻立ちを行う中で行う日常的な捜査方法の一つ。捜査員の中には500人近くの顔写真を記憶して臨む者もいる。日本では11月頃に行われる指名手配被疑者捜査強化月間においては特に強化される。1978年に大阪府警察で初めて開始された。

## 効果
監視カメラやAIなどを活用した捜査などと比べて古典的な捜査方法となりつつあるが、世界的に行われて成果を収めている。特に、埼玉県警察の見当たり班員・中村（仮名）警部補は「AIやカメラは目撃者にはなり得ても逮捕が出来ない」、大阪府警の担当者は「カメラだと誤認があり得る。見当たりなら最後は人間が判断する」。職務質問にしても相手の氏名が分かっているので、声を掛ける時に名を呼べば観念するという。
日本では警視庁・北海道警察・大阪府警察（日本で初導入。2017年には日本初の女性班長が誕生）・福岡他9県に専従の「見当たり捜査班」がある。いずれも刑事部捜査共助課隷下。兵庫県警察の例では、2008年9月に「見当たり捜査班」を発足させて以来、2020年までに200人近くを逮捕している。
イギリスのバーミンガム、ウエスト・ミッドランズ警察署の警察補助員は、2018年には発見した容疑者が1000人を突破して話題となった。

## ドラマ・小説の題材として
- 姉小路祐『見当たり捜査25時』（1999年、徳間書店） - 2004年にTBSでドラマ化[13]
- 戸梶圭太『見当たり捜査官』（2010年、双葉社）
- 羽田圭介『盗まれた顔』（2012年、幻冬舎）
- 今野敏『機捜235』（2019年、光文社） - 2020年にドラマ化[14]
- 乃南アサ『緊立ち　警視庁捜査共助課』（2023年、文藝春秋）